# Bản vẽ thiết kế dịch vụ
Bản vẽ thiết kế dịch vụ (Service Blueprints) ban đầu được giới thiệu như một kỹ thuật với mục đích kiểm soát quy trình cho các dịch vụ. Nó mang lại một số lợi thế: chính xác hơn các định nghĩa bằng lời nói, giúp giải quyết vấn đề sớm hơn, có thể xác định các điểm thất bại trong hoạt động, dịch vụ mà công ty cung cấp. Một sơ đồ bản vẽ thiết kế dịch vụ thể hiện mối quan hệ giữa các thành phần khác nhau (con người, công cụ, quy trình) và có liên quan chặt chẽ đến các điểm chạm trong bản đồ hành trình khách hàng.
Ngày nay, các công ty đã phát triển theo định hướng tập trung vào khách hàng hơn, do đó, bản vẽ thiết kế dịch vụ cũng vậy. Một sự thích ứng, thay đổi ban đầu là việc làm rõ bản vẽ thiết kế  dịch vụ như là quá trình vạch ra quy trình khách hàng có tính chất tương phản với cơ cấu tổ chức. Bản vẽ thiết kế dịch vụ được phát triển thêm để phân biệt giữa các hoạt động tương tác trực tiếp với người dùng (Onstage) và hoạt động của hệ thống quản lý (Backstage). Các thành phần chính này vẫn là phần cơ sở, tính năng quan trọng nhất của nó, đó là làm sáng tỏ vai trò của khách hàng trong quy trình dịch vụ. Ngoài ra, bản vẽ thiết kế dịch vụ còn cung cấp một cái nhìn tổng quan để nhân viên và các đơn vị nội bộ có thể liên hệ những gì họ làm với toàn bộ hệ thống dịch vụ tích hợp. Bản vẽ thiết kế dịch vụ cũng giúp củng cố định hướng theo khách hàng cho các nhân viên cũng như làm rõ các giao diện trên các hệ thống phòng ban.

## Các thành phần trong bản vẽ thiết kế dịch vụ
Bản vẽ thiết kế dịch vụ có sự tương đồng với các phương pháp mô hình hóa quy trình. Tuy nhiên, nó khác ở chỗ là một ký hiệu trực quan để mô tả các quy trình kinh doanh thông qua các biểu tượng đại diện cho các tác nhân, hoạt động. Nó có thể được sử dụng để thể hiện tổng quan nhất về các quy trình khái niệm hoặc hỗ trợ chi tiết, cụ thể với các quy trình con chứa liên kết đến tài liệu, sơ đồ và quy trình phụ thông qua các công cụ, ngôn ngữ mô hình hóa quy trình tập trung nội bộ khác như BPMN (Ký hiệu mô hình hóa quy trình nghiệp vụ) và UML (Ngôn ngữ mô hình hóa thống nhất). Tuy nhiên, bản vẽ thiết kế dịch vụ không phức tạp hoặc trang trọng như một số công cụ mô hình hóa quy trình kinh doanh như UML. Bản vẽ thiết kế dịch vụ tương đối đơn giản và việc trình bày đồ họa của chúng dễ dàng cho tất cả các bên liên quan - khách hàng, người quản lý, nhân viên tuyến đầu để họ tìm hiểu, sử dụng và thậm chí sửa đổi nhằm đáp ứng các yêu cầu đổi mới cụ thể. Bản vẽ thiết kế dịch vụ duy trì trọng tâm của một sự đổi mới dịch vụ trên các giao diện giữa người với người và công nghệ ở giữa, thay vì ở các cấp độ công cụ phần mềm như trước, cho phép các nhà thiết kế dịch vụ đi sâu vào công ty mà không mất kết nối với hành động và quy trình của khách hàng.

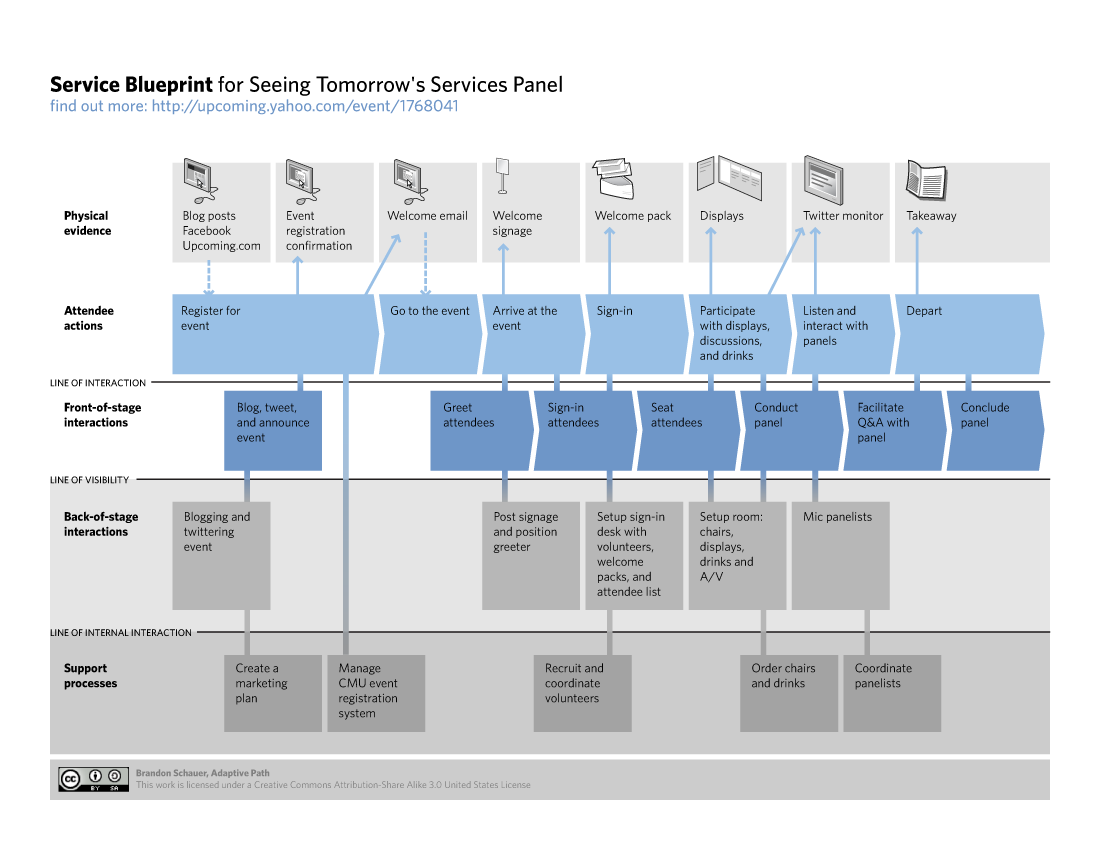

Các thành phần của bản vẽ thiết kế dịch vụ: Có năm thành phần của một bản vẽ thiết kế dịch vụ điển hình
• Hành động của khách hàng
• Hoạt động tương tác trực tiếp của nhân viên với người dùng (Onstage)
• Hoạt động không được nhìn thấy của hệ thống quản lý (Backstage)
• Quy trình hỗ trợ
• Yếu tố vật chất
“Tập hợp các hành động của khách hàng” bao gồm tất cả các bước mà khách hàng thực hiện như một phần của quy trình cung cấp dịch vụ. Hành động của khách hàng được mô tả theo trình tự thời gian trên phần đầu của bản vẽ thiết kế dịch vụ. Bản vẽ thiết kế dịch vụ khác với các cách tiếp cận lưu đồ ở điểm nó đặt hành động của khách hàng là trọng tâm của việc tạo ra bản vẽ thiết kế và do đó chúng thường được đặt ra trước, xem như là tất cả các hoạt động khác có thể hỗ trợ, đề xuất giá trị được cung cấp cho hoặc cùng sáng tạo với  khách hàng.
Thành phần quan trọng tiếp theo là các hoạt động tương tác trực tiếp của nhân viên với người dùng (Onstage) được tách ra khỏi khách hàng bằng dòng tương tác. Những hành động của nhân viên liên lạc trực tiếp với khách hàng xảy ra như một phần của cuộc gặp mặt trực tiếp. Mỗi khi dòng tương tác được chuyển qua với một liên kết từ khách hàng đến nhân viên liên hệ (hoặc công nghệ tự phục vụ của công ty, v.v.), một khoảnh khắc của sự thật nào đó đã xảy ra.
Thành phần quan trọng thứ ba của bản vẽ thiết kế dịch vụ là các hoạt động không được nhìn thấy của hệ thống quản lý (Backstage), bị tách ra khỏi các hoạt động tương tác trực tiếp của nhân viên với người dùng (Onstage), rất quan trọng. Mọi thứ xuất hiện phía trên tầm nhìn đều được khách hàng nhìn thấy, trong khi mọi thứ bên dưới nó đều vô hình. Bên dưới mức độ hiển thị, tất cả các hành động của nhân viên liên hệ khác được mô tả, cả những hành động liên quan đến tương tác không mong muốn với khách hàng (ví dụ: gọi điện thoại) cũng như bất kỳ hoạt động nào khác liên hệ với nhân viên để chuẩn bị phục vụ khách hàng hoặc đó là một phần trách nhiệm của họ.
Thành phần quan trọng thứ tư của bản vẽ thiết kế dịch vụ là các quy trình hỗ trợ được tách biệt với các nhân viên liên hệ bằng dòng tương tác nội bộ. Đây là tất cả các hoạt động được thực hiện bởi các cá nhân và đơn vị trong công ty không liên lạc với nhân viên nhưng điều đó cần phải xảy ra để dịch vụ được cung cấp. Các đường thẳng đứng từ khu vực hỗ trợ kết nối với các khu vực khác của bản vẽ thiết kế cho thấy các kết nối liên chức năng và hỗ trợ rất cần thiết để cung cấp dịch vụ cho khách hàng cuối cùng.
Cuối cùng, đối với mỗi hành động của khách hàng và từng khoảnh khắc của sự thật, yếu tố vật chất mà khách hàng tiếp xúc được mô tả ở ngay đầu bản thiết kế. Đây là tất cả các điểm hữu hình mà khách hàng tiếp xúc có thể ảnh hưởng đến nhận thức chất lượng của họ.